# Пијаристи
Пијаристи су чланови католичког реда, који је основао шпански свештеник свети Јосиф Каласанцијски 1597. године у Риму да задовољи образовне потребе сиромашне деце у Риму одакле се проширио широм Италије и Централне Европе. Пијаристи су радили заједно ca Језуитима. Када су Језуити били протјерани и привремено забрањени Пијаристи су преузели мисију.

## Пијаристи у Србији
Прва пијаристичка средња школа основана је Тамишком Банату, у Зрењанину
1845 у Темишвару 1852. године.

## Канонска јурисдикција
Пијаристичка канонска јурисдикција обухвата следеће државе: Аргентина, Аустрија, Боливија, Бразил, Камерун, Чиле, Колумбија, Обала Слоноваче, Костарика, Куба, Еквадор, Словачка, Шпанија, Сједињене Америчке Државе, Филипини, Француска, Габон, Екваторијална Гвинеја, Мађарска, Индија, Италија, Јапан, Мексико, Никарагва, Пољска, Порторико, Чешка, Доминиканска Република, Сенегал, Венецуела.